# Place André-Zirnheld
La place André-Zirnheld est une voie située dans le 17e arrondissement de Paris, en France.

## Origine du nom
La voie porte le nom d'André Zirnheld (1913-1942), parachutiste français libre.